# Vernonia
Genre
Classification phylogénétique
Vernonia est un genre de plantes à fleurs de la famille des Astéracées.
L'espèce Vernonia galamensis produit des graines dont l'huile permet de produire des époxys.

## Liste des espèces
Selon Catalogue of Life (24 juillet 2017) :
- Vernonia acaulis (Walt.) Gleason
- Vernonia acrophila Merr.
- Vernonia actaea J.Kost.
- Vernonia acuminatissima S. Moore
- Vernonia adenocephala S. Moore
- Vernonia adulteriana Thell.
- Vernonia albifolia J.Kost.
- Vernonia albosquama Y.-L. Chen
- Vernonia alleizettei Humbert
- Vernonia alticola G.V. Pope
- Vernonia amboinensis J.Kost.
- Vernonia ambolensis Humbert
- Vernonia ambrensis Humbert
- Vernonia amoena S. Moore
- Vernonia ampandrandavensis Humbert
- Vernonia anamallica Bedd. ex Gamble
- Vernonia anandrioides S. Moore
- Vernonia andapensis Humbert
- Vernonia angustifolia Michx.
- Vernonia annamensis S. Moore
- Vernonia antunesii O.Hoffm.
- Vernonia aosteana Buscalioni & Muschl.
- Vernonia apoensis Elmer
- Vernonia arabica F. G. Davies
- Vernonia areysiana Defl.
- Vernonia arkansana DC.
- Vernonia aschersonii Sch. Bip.
- Vernonia aschersonioides Chiov.
- Vernonia baillonii S. Elliot
- Vernonia balansae Gagnep.
- Vernonia baldwinii Torr.
- Vernonia bambilorensis Berhaut
- Vernonia bauchiensis Hutch. & Dalziel
- Vernonia bealliae McVaugh
- Vernonia beddomei Hook. fil.
- Vernonia benguellensis Hiern
- Vernonia benguetensis Elmer
- Vernonia betonicifolia Baker
- Vernonia betsiliensis Drake
- Vernonia betsimisaraka Humbert
- Vernonia bipontini Vatke
- Vernonia blodgettii Small
- Vernonia bonapartei Gagnep.
- Vernonia bontocensis Merr.
- Vernonia boquerona B.L. Turner
- Vernonia borneensis Miq.
- Vernonia bottae Jaub. & Spach
- Vernonia bourneana W. W. Smith
- Vernonia brachytrichoides C. Jeffrey
- Vernonia brazzavillensis Aubrev. ex Compere
- Vernonia brideliifolia O. Hoffm.
- Vernonia britteniana Hiern
- Vernonia bruceae C. Jeffrey
- Vernonia bruceana H. Wild
- Vernonia buchingeri Sch. Bip. ex Steetz
- Vernonia buloburtiensis Mesfin Tadesse
- Vernonia calulu Hiern
- Vernonia campicola S. Moore
- Vernonia capituliflora Miq.
- Vernonia carnea Hiern
- Vernonia carnotiana Humbert
- Vernonia cephalophora Oliv.
- Vernonia chapmanii C. D. Adams
- Vernonia chevalieri Gagnep.
- Vernonia chiliocephala O. Hoffm.
- Vernonia cleanthoides O. Hoffm.
- Vernonia clinopodioides O. Hoffm.
- Vernonia cockburniana Balf. fil.
- Vernonia coerulea J.Kost.
- Vernonia colorata (Willd.) Drake
- Vernonia concinna S. Moore
- Vernonia confusa Redonda-Mart., Villaseñor & A.Campos
- Vernonia congolensis De Wild. & Muschl.
- Vernonia conyzoides DC. in Wight
- Vernonia corchoroides Muschl.
- Vernonia coronata J.Kost.
- Vernonia cryptocephala Baker
- Vernonia cylindrica Sch. Bip. ex Walp.
- Vernonia cymosa Bl.
- Vernonia dalettiensis Mesfin Tadesse
- Vernonia daphnifolia O. Hoffm.
- Vernonia decaryana Humbert
- Vernonia delapsa Baker
- Vernonia dembocola K. Kalanda
- Vernonia devredii K. Kalanda
- Vernonia dewildemaniana Muschl.
- Vernonia didessana Mesfin Tadesse
- Vernonia dissimilis Gleason
- Vernonia diversifolia Boj. ex DC.
- Vernonia divulgata S. Moore
- Vernonia djalonensis A. Cheval.,
- Vernonia dranensis S. Moore
- Vernonia drymaria Klatt.
- Vernonia durifolia J.Kost.
- Vernonia duvigneaudii K. Kalanda
- Vernonia echioides Less.
- Vernonia elmeri Merr.
- Vernonia evrardiana K. Kalanda
- Vernonia extranea S. Moore
- Vernonia eylesii S. Moore
- Vernonia fasciculata Michx.
- Vernonia faustiana (Chapman & Jones) B.L. Turner
- Vernonia fimbrillata J.Kost.
- Vernonia fischeri O. Hoffm.
- Vernonia flaccidifolia Small
- Vernonia flanaganii (E.P. Phillips) O.M. Hilliard
- Vernonia floresiana J.Kost.
- Vernonia forbesii S. Moore
- Vernonia fractiflexa H. Wild
- Vernonia friisii Mesfin
- Vernonia galamensis (Cass.) Less.
- Vernonia galpinii Klatt
- Vernonia ganevii D.J.N. Hind
- Vernonia georgiana Bartlett
- Vernonia gerrardii Harv.
- Vernonia gertii Dematt.
- Vernonia gigantea (Walt.) Trel. ex Branner & Coville
- Vernonia gilbertii Mesfin Tadesse
- Vernonia glandulifolia Merr.
- Vernonia glauca (L.) Willd.
- Vernonia goetzenii O. Hoffm.
- Vernonia gofensis O. Hoffm.
- Vernonia golungensis Welw. ex Mendonca
- Vernonia gossweileri S. Moore
- Vernonia gossypina Gamble
- Vernonia graniticola G.V. Pope
- Vernonia greggii A. Gray
- Vernonia griseopapposa G.V. Pope
- Vernonia guadalupensis Heller
- Vernonia hamata Klatt
- Vernonia helenae Buscalioni & Muschl.
- Vernonia helferi Hook. fil.
- Vernonia helodea H. Wild
- Vernonia hispidula Drake
- Vernonia holstii O. Hoffm.
- Vernonia homolleae Humbert
- Vernonia huillensis Hiern
- Vernonia humillima Humbert
- Vernonia hyalina C. E. C. Fischer
- Vernonia ianthina Muschl.
- Vernonia ikongensis Humbert
- Vernonia inanis S. Moore
- Vernonia incana Less.
- Vernonia isalensis Humbert
- Vernonia ischnophylla Muschl.
- Vernonia isoetifolia H. Wild
- Vernonia jaegeri C. D. Adams
- Vernonia joyaliae B.L. Turner
- Vernonia junghuhniana J.Kost.
- Vernonia kabaensis J.Kost.
- Vernonia kamerunensis Mattf.
- Vernonia kandtii Muschl.
- Vernonia kannikattiensis Rajakumar, Selvak., S.Murug. & Chellap.
- Vernonia kapirensis De Wild.
- Vernonia kapolowensis K. Kalanda
- Vernonia karvinskiana DC.
- Vernonia kasaiensis K. Kalanda
- Vernonia kawoziensis F.G. Davies
- Vernonia kayuniana G.V. Pope
- Vernonia kenteocephala Baker
- Vernonia kigomae C. Jeffrey
- Vernonia klattii N.F.F. MacLeish
- Vernonia klossii S. Moore
- Vernonia kradungensis H.Koyama
- Vernonia lafukensis S. Moore
- Vernonia lamii J.Kost.
- Vernonia lancifolia Merr.
- Vernonia larsenii B.L. King & S.B. Jones
- Vernonia latisquamata (Humbert) Humbert
- Vernonia lavandulifolia Muschl. ex De Wild.
- Vernonia leandrii Humbert
- Vernonia ledermannii Mattf.
- Vernonia ledocteana P. Duvigneaud & L. Van Bockstal
- Vernonia lemurica Humbert
- Vernonia leonensis A.L. Cabrera
- Vernonia leptantha Klatt
- Vernonia letiensis J.Kost.
- Vernonia lettermannii Engelm. ex A. Gray
- Vernonia limosa O. Hoffm.
- Vernonia lindheimeri Gray & Engelm.
- Vernonia lisowskii K. Kalanda
- Vernonia loandensis S. Moore
- Vernonia longibracteata S. Ortiz & Rodr. Oubina
- Vernonia lualabensis De Wild.
- Vernonia luhomeroensis Q.Luke & Beentje
- Vernonia lundiensis (Hutch.) H. Wild & G.V. Pope
- Vernonia luxuriosa J.Kost.
- Vernonia lycioides H. Wild
- Vernonia macrachaenia Gagnep.
- Vernonia madefacta H. Wild
- Vernonia malabarica Hook. fil.
- Vernonia mandrarensis Humbert
- Vernonia manongarivensis Humbert
- Vernonia marginata (Torr.) Rafin.
- Vernonia marojejyensis Humbert
- Vernonia mastersii Watt ex Kanjilal & al.
- Vernonia mazzocchii-alemannii Chiov.
- Vernonia mbalensis G.V. Pope
- Vernonia mecistophylla Baker
- Vernonia meeboldii W. W. Smith
- Vernonia melanocoma C. Jeffrey
- Vernonia mesogramme O. Hoffm.
- Vernonia mikumiensis C. Jeffrey
- Vernonia milanjiana S. Moore
- Vernonia mildbraedii Muschl.
- Vernonia mindanaensis Merr.
- Vernonia miombicola H. Wild
- Vernonia miombicoloides C. Jeffrey
- Vernonia missurica Rafin.
- Vernonia mogadoxensis Chiov.
- Vernonia moluccensis (Bl.) Miq.
- Vernonia monantha Humbert
- Vernonia moritziana Sch. Bip.
- Vernonia mossambicensis Buscalioni & Muschl.
- Vernonia muelleri H. Wild
- Vernonia mumpullensis Hiern
- Vernonia mushituensis H. Wild
- Vernonia mutimushii H. Wild
- Vernonia najas H. Wild
- Vernonia napus O. Hoffm.
- Vernonia neocoursiana Humbert
- Vernonia neoperrieriana Humbert
- Vernonia nepetifolia H. Wild
- Vernonia neumanniana O. Hoffm.
- Vernonia newbouldii Beentje & Mesfin
- Vernonia noveboracensis (L.) Willd.
- Vernonia nuxioides O Hoffm. & Muschl.
- Vernonia obionifolia O. Hoffm.
- Vernonia ochyrae S. Lisowski
- Vernonia orchidorrhiza Welw. ex Hiern
- Vernonia orgyalis S. Moore
- Vernonia ornata S. Moore
- Vernonia otophora Mattf.
- Vernonia pachyclada Baker
- Vernonia pandurata Hort. Vindob. ex Link
- Vernonia papillosissima Chiov.
- Vernonia papuana Lauterb.
- Vernonia parapetersii C. Jeffrey
- Vernonia parryae C. E. C. Fischer
- Vernonia patentissima J.Kost.
- Vernonia pellegrini Humbert ex Basse
- Vernonia phanerophlebia Merr.
- Vernonia phillipsiae S. Moore
- Vernonia phlomoides Muschl.
- Vernonia pierrei Gagnep.
- Vernonia pinarensis Kitan.
- Vernonia platylepis Drake
- Vernonia plumbaginifolia Fenzl
- Vernonia poggeana O. Hoffm.
- Vernonia polyantha Warb.
- Vernonia popeana C. Jeffrey
- Vernonia potamophila Baker
- Vernonia praticola S. Moore
- Vernonia prolifera DC.
- Vernonia pseudoappendiculata Humbert
- Vernonia pseudojugalis Muschl.
- Vernonia pulchella Small
- Vernonia pulgarensis Elmer
- Vernonia pygmaea O. Hoffm.
- Vernonia quangensis O. Hoffm.
- Vernonia raui B.P Uniyal
- Vernonia recurvata G. M. Barroso
- Vernonia reinwardtiana De Vriese & Miq. ex Miq.
- Vernonia retifolia S. Moore
- Vernonia revoluta Buch.-Ham.
- Vernonia rhodanthoidea Muschl.
- Vernonia rhodesiana S. Moore
- Vernonia rhodophylla O. Hoffm.
- Vernonia robecchiana Muschl.
- Vernonia robinsonii H. Wild
- Vernonia rosenii R.E. Fr.
- Vernonia roseoviolacea De Wild.
- Vernonia rothii Oliv. & Hiern
- Vernonia rubens H. Wild
- Vernonia rufuensis Muschl.
- Vernonia rupicola Ridley
- Vernonia ruvungatundu C. Jeffrey
- Vernonia ruwenzoriensis S. Moore
- Vernonia sabulosa Beentje & Mesfin
- Vernonia saigonensis Gagnep.
- Vernonia sakalava Humbert
- Vernonia sambiranensis (Humbert) Humbert
- Vernonia sangka Kerr
- Vernonia sapinii De Wild.
- Vernonia scaettae Humbert & Staner
- Vernonia schlechteri O. Hoffm.
- Vernonia schliebenii Mattf.
- Vernonia schubotziana Muschl.
- Vernonia schweinfurthii Oliv. & Hiern
- Vernonia sclerophylla O. Hoffm.
- Vernonia scoparia O. Hoffm.
- Vernonia sechellensis Baker
- Vernonia sengana S. Moore
- Vernonia sericolepis O. Hoffm.
- Vernonia seyrigii Humbert
- Vernonia shabaensis K. Kalanda
- Vernonia sidamensis O. Hoffm.
- Vernonia solweziensis H. Wild
- Vernonia spathulata (Forsk.) Sch. Bip.
- Vernonia speiracephala Baker
- Vernonia spenceriana Muschl.
- Vernonia sphacelata Klatt
- Vernonia stahelinoides Harv.
- Vernonia stuhlmannii O. Hoffm.
- Vernonia subacaulis Gagnep.
- Vernonia subdentata J.Kost.
- Vernonia subplumosa O. Hoffm.
- Vernonia subscandens R.E. Fr.
- Vernonia subsimplex Miq.
- Vernonia subtilis J.Kost.
- Vernonia sumbavensis J.Kost.
- Vernonia suprafastigiata Klatt
- Vernonia syringifolia O. Hoffm.
- Vernonia tanalensis Baker
- Vernonia tanganyikensis R.E. Fr.
- Vernonia temnolepis O. Hoffm.
- Vernonia tengwallii J.Kost.
- Vernonia teucrioides Welw. ex O. Hoffm.
- Vernonia teusczii Klatt ex Schinz
- Vernonia tewoldei Mesfin Tadesse
- Vernonia texana (A. Gray) Small
- Vernonia thodei Phillips
- Vernonia thomsonii Hook. fil.
- Vernonia thulinii Mesfin Tadesse
- Vernonia timorensis J.Kost.
- Vernonia timpermaniana K. Kalanda
- Vernonia tinctosetosa C. Jeffrey
- Vernonia trachyphylla Muschl.
- Vernonia tricholoba C. Jeffrey
- Vernonia tropophila Humbert
- Vernonia tuberifera R.E. Fr.
- Vernonia unicata C. Jeffrey
- Vernonia upembaensis K. Kalanda
- Vernonia vaginata O. Hoffm.
- Vernonia vallicola S. Moore
- Vernonia verdickii O. Hoffm. & Muschl.
- Vernonia verrucosa Klatt
- Vernonia vietnamensis Bien
- Vernonia violacea Oliv. & Hiern ex Oliv.
- Vernonia violaceo-papposa De Wild.
- Vernonia vohemarensis Humbert
- Vernonia vollesenii C. Jeffrey
- Vernonia vulturina Shinners
- Vernonia wakefieldii Oliv.
- Vernonia walshae J.Kost.
- Vernonia welwitschii O. Hoffm.
- Vernonia wetarensis J.Kost.
- Vernonia wollastonii S. Moore
- Vernonia yabelloana Mesfin Tadesse
- Vernonia zambiana G.V. Pope
- Vernonia zernyi Gilli

## Utilisation
Les feuilles des espèces Vernonia amygdalina, Vernonia hymenolepis et Vernonia calvoana sont utilisées au Cameroun et au Nigeria pour préparer un plat nommé ndolé.